# التركيبة السكانية في الهند
الهند هي اكبر دولة من حيث عدد السكان في العالم مع ما يقرب من خمس سكان العالم، حيث يبلغ عدد السكان .
بين عامي 1975 و 2010، تضاعف عدد السكان إلى 1.2 مليار، حيث وصل إلى مليار في عام 1998. وقد تجاوزت الهند الصين لتصبح أكبر دولة في العالم من حيث عدد السكان بحلول عام 2024. من المتوقع أن تصبح أول دولة يسكنها أكثر من 1.5 مليار شخص بحلول عام 2030، ومن المقرر أن يصل عدد سكانها إلى 1.7 مليار بحلول عام 2050. معدل نموها السكاني 1.13٪، لتحتل المرتبة 112 على مستوى العالم في عام 2017.
أكثر من 50٪ من سكان الهند تحت سن 25 وأكثر من 65٪ تحت سن 35. من المتوقع أن يكون متوسط عمر الهندي في عام 2020 هو 29 عامًا، مقارنة بـ 37 عامًا للصين و 48 عامًا لليابان؛ وبحلول عام 2030، يجب أن تكون نسبة الإعالة في الهند أكثر بقليل من 0.4. ومع ذلك، بلغ عدد الأطفال في الهند ذروته منذ أكثر من عقد من الزمان وهو آخذ في الانخفاض الآن. بلغ عدد الأطفال دون سن الخامسة ذروته في عام 2007، ومنذ ذلك الحين انخفض العدد. بلغ عدد الهنود الذين تقل أعمارهم عن 15 عامًا ذروته بعد ذلك بقليل (في عام 2011) وهو الآن في انخفاض أيضًا.
الهند لديها أكثر من ألفي مجموعات العرقية، ويتم تمثيل كل دين رئيسي، وكذلك أربع لغات رئيسية (الهندو أوروبية، درافيديون، آسترو آسيوية واللغات الصينية التبتية) فضلاً عن لغتين معزولتين (لغة نهالي  المتحدث بها في أجزاء من ولاية ماهاراشترا ولغة البورشاسكي المستخدمة في أجزاء من كشمير). يوجد في الهند 1,000,000 شخص من الأنجلو هنود ويوجد 700000 غربي من الولايات المتحدة يعيشون في الهند، ويمثلون أكثر من 0.1 ٪ من إجمالي سكان الهند. بشكل عام، فقط قارة إفريقيا تتجاوز التنوع اللغوي والوراثي والثقافي لأمة الهند.
كانت نسبة الجنس 944 أنثى لكل 1000 ذكر في عام 2016، و 940 لكل 1000 ذكر في عام 2011. أظهرت هذه النسبة اتجاهًا تصاعديًا خلال العقدين الماضيين بعد انخفاض مستمر في القرن الماضي.

## التاريخ

### عصور ما قبل التاريخ إلى أوائل القرن التاسع عشر
يسرد الجدول التالي تقديرات لسكان الهند (بما في ذلك ما يعرف الآن بباكستان وبنغلاديش) من عصور ما قبل التاريخ حتى عام 1820. وهي تتضمن تقديرات ومعدلات نمو وفقًا لخمسة مؤرخين اقتصاديين مختلفين، جنبًا إلى جنب مع التقديرات والمتوسطات الإجمالية المشتقة من تقديراتهم.
| السنة     | ماديسون (2001) | ماديسون (2001) | كلارك (1967) | كلارك (1967) | بيرابين (1979) | بيرابين (1979) | دوراند (1974) | دوراند (1974) | مسيفيدي (1978) | مسيفيدي (1978) | المعدل الإجمالي | المعدل الإجمالي | الفترة                 | معدل نسبة النمو |
| السنة     | تعداد السكان   | نسبة النمو     | تعداد السكان | نسبة النمو   | تعداد السكان   | نسبة النمو     | تعداد السكان  | نسبة النمو    | تعداد السكان   | نسبة النمو     | تعداد السكان    | نسبة النمو      | الفترة                 | معدل نسبة النمو |
| --------- | -------------- | -------------- | ------------ | ------------ | -------------- | -------------- | ------------- | ------------- | -------------- | -------------- | --------------- | --------------- | ---------------------- | --------------- |
| 10000 ق.م | —              | —              | —            | —            | —              | —              | —             | —             | 100٬000        | —              | 100٬000         | —               | العصر الحجري           | 3.9             |
| 4000 ق.م  | —              | —              | —            | —            | —              | —              | —             | —             | 1٬000٬000      | 3.9            | 1٬000٬000       | 3.9             | العصر الحجري           | 3.9             |
| 2000 ق.م  | —              | —              | —            | —            | —              | —              | —             | —             | 6٬000٬000      | 9.4            | 6٬000٬000       | 9.4             | العصر البرونزي         | 9.4             |
| 500 ق.م   | —              | —              | —            | —            | —              | —              | —             | —             | 25٬000٬000     | 10             | 25٬000٬000      | 10              | العصر الحديدي الهندي   | 10.2            |
| 400 ق.م   | —              | —              | —            | —            | 30٬000٬000     | —              | —             | —             | 26٬600٬000     | 6.3            | 28٬300٬000      | 13.2            | العصر الحديدي الهندي   | 10.2            |
| 200 ق.م   | —              | —              | —            | —            | 55٬000٬000     | 35.4           | —             | —             | 30٬000٬000     | 6.3            | 42٬500٬000      | 22.5            | الإمبراطورية الماورية  | 22.5            |
| 1 ميلادي  | 75٬000٬000     | —              | 70٬000٬000   | —            | 46٬000٬000     | –9.3           | 75٬000٬000    | —             | 34٬000٬000     | 6.5            | 60٬000٬000      | 18.8            | الحقبة الكلاسيكية      | 5.3             |
| 200       | 75٬000٬000     | 0              | 72٬500٬000   | 1.7          | 45٬000٬000     | –1.1           | 75٬000٬000    | 0             | 39٬000٬000     | 7.1            | 61٬300٬000      | 1.1             | الحقبة الكلاسيكية      | 5.3             |
| 400       | 75٬000٬000     | 0              | 75٬000٬000   | 1.7          | 32٬000٬000     | –18.6          | 75٬000٬000    | 0             | 45٬000٬000     | 7.4            | 60٬400٬000      | –0.7            | الحقبة الكلاسيكية      | 5.3             |
| 500       | 75٬000٬000     | 0              | 75٬000٬000   | 0            | 33٬000٬000     | 3.1            | 75٬000٬000    | 0             | 48٬000٬000     | 6.5            | 61٬200٬000      | 1.3             | الحقبة الكلاسيكية      | 5.3             |
| 600       | 75٬000٬000     | 0              | 75٬000٬000   | 0            | 37٬000٬000     | 12.1           | 75٬000٬000    | 0             | 51٬000٬000     | 6.5            | 62٬600٬000      | 2.3             | الممالك الهندية الوسطى | 1.9             |
| 700       | 75٬000٬000     | 0              | 75٬000٬000   | 0            | 50٬000٬000     | 35.1           | 75٬000٬000    | 0             | 56٬500٬000     | 10.3           | 66٬300٬000      | 5.9             | الممالك الهندية الوسطى | 1.9             |
| 800       | 75٬000٬000     | 0              | 75٬000٬000   | 0            | 43٬000٬000     | –16.3          | 75٬000٬000    | 0             | 62٬000٬000     | 10.3           | 66٬000٬000      | –0.5            | الممالك الهندية الوسطى | 1.9             |
| 900       | 75٬000٬000     | 0              | 72٬500٬000   | –3.5         | 38٬000٬000     | –13.2          | 75٬000٬000    | 0             | 69٬500٬000     | 11.4           | 66٬000٬000      | 0               | الممالك الهندية الوسطى | 1.9             |
| 1000      | 75٬000٬000     | 0              | 70٬000٬000   | –3.5         | 40٬000٬000     | 5.3            | 75٬000٬000    | 0             | 77٬000٬000     | 11.4           | 67٬400٬000      | 2.1             | الممالك الهندية الوسطى | 1.9             |
| 1100      | 81٬000٬000     | 8              | 72٬500٬000   | 3.5          | 51٬000٬000     | 27.5           | 81٬300٬000    | 8.4           | 80٬000٬000     | 3.9            | 73٬200٬000      | 8.6             | أواخر العصور الوسطى    | 8.1             |
| 1200      | 87٬500٬000     | 8              | 75٬000٬000   | 3.5          | 65٬100٬000     | 27.5           | 88٬200٬000    | 8.4           | 83٬000٬000     | 3.8            | 79٬800٬000      | 9               | أواخر العصور الوسطى    | 8.1             |
| 1300      | 94٬500٬000     | 8              | 75٬000٬000   | 0            | 83٬000٬000     | 27.5           | 95٬700٬000    | 8.4           | 88٬000٬000     | 6              | 87٬200٬000      | 9.3             | أواخر العصور الوسطى    | 8.1             |
| 1400      | 102٬000٬000    | 8              | 77٬000٬000   | 3.3          | 88٬800٬000     | 7              | 103٬700٬000   | 8.4           | 94٬000٬000     | 6.8            | 92٬900٬000      | 7               | أواخر العصور الوسطى    | 8.1             |
| 1500      | 110٬000٬000    | 8              | 79٬000٬000   | 3.3          | 95٬000٬000     | 7              | 112٬500٬000   | 8.4           | 100٬000٬000    | 6.4            | 99٬300٬000      | 7               | أواخر العصور الوسطى    | 8.1             |
| 1600      | 135٬000٬000    | 22.8           | 100٬000٬000  | 26.6         | 145٬000٬000    | 52.6           | 135٬800٬000   | 20.7          | 130٬000٬000    | 30             | 129٬200٬000     | 30.1            | سلطنة مغول الهند       | 31.9            |
| 1650      | 150٬000٬000    | 22.2           | 150٬000٬000  | 125          | 160٬000٬000    | 20.7           | 149٬100٬000   | 20.7          | 145٬000٬000    | 24.4           | 150٬800٬000     | 36.2            | سلطنة مغول الهند       | 31.9            |
| 1700      | 165٬000٬000    | 22.2           | 200٬000٬000  | 77.8         | 175٬000٬000    | 20.7           | 163٬900٬000   | 20.7          | 160٬000٬000    | 21.8           | 172٬800٬000     | 31.3            | سلطنة مغول الهند       | 31.9            |
| 1750      | 182٬100٬000    | 21.8           | 200٬000٬000  | 0            | 182٬700٬000    | 9              | 180٬000٬000   | 20.7          | 170٬000٬000    | 12.9           | 183٬000٬000     | 12.1            | عصر الإستعمار          | 12.2            |
| 1800      | 200٬900٬000    | 21.8           | 190٬000٬000  | –10.8        | 190٬700٬000    | 9              | —             | —             | 185٬000٬000    | 18.4           | 190٬400٬000     | 8               | عصر الإستعمار          | 12.2            |
| 1820      | 209٬000٬000    | 21.8           | 190٬000٬000  | 0            | 194٬000٬000    | 9              | —             | —             | 200٬000٬000    | 47.7           | 198٬300٬000     | 22              | عصر الإستعمار          | 12.2            |

نما عدد السكان من العصر الحجري لجنوب آسيا في 10000 قبل الميلاد إلى إمبراطورية ماوريا في 200 قبل الميلاد بمعدل نمو متزايد باطراد، قبل أن يتباطأ النمو السكاني في العصر الكلاسيكي حتى 500 م، ثم أصبح راكدًا إلى حد كبير خلال أوائل العصور الوسطى حتى عام 1000 بعد الميلاد. ثم ارتفع معدل النمو السكاني في أواخر العصور الوسطى (خلال سلطنة دلهي) من 1000 إلى 1500.
كان معدل النمو السكاني في الهند تحت إمبراطورية موغال (القرنان السادس عشر والثامن عشر) أعلى مما كان عليه خلال أي فترة سابقة في التاريخ الهندي. تحت إمبراطورية المغول، شهدت الهند طفرة اقتصادية وديموغرافية غير مسبوقة، بسبب الإصلاحات الزراعية المغولية التي كثفت الإنتاج الزراعي، والتصنيع الأولي، الذي جعل الهند أهم مركز للتصنيع في التجارة الدولية، ودرجة عالية نسبيًا من التحضر في ذلك الوقت؛ عاش 15٪ من السكان في المراكز الحضرية، وهي نسبة أعلى من النسبة المئوية للسكان في الهند البريطانية في القرن التاسع عشر وأوروبا المعاصرة حتى القرن التاسع عشر.
في عهد أكبر (1556-1605) في عام 1600، كان عدد سكان المناطق الحضرية في إمبراطورية المغول يصل إلى 17 مليون نسمة، وهو عدد أكبر من سكان المدن في أوروبا. بحلول عام 1700، كان عدد سكان موغال الهند 23 مليون نسمة، وهو عدد أكبر من سكان المناطق الحضرية في الهند البريطانية البالغ 22.3 مليون نسمة في عام 1871. ذكر نظام الدين أحمد (1551-1621) أنه في عهد أكبر، كانت موغال الهند تضم 120 مدينة كبيرة و 3200 بلدة. كان عدد سكان عدد من المدن في الهند يتراوح بين ربع مليون ونصف مليون نسمة، مع مدن أكبر بما في ذلك أغرا (في أغرا سوباه) يصل عدد سكانها إلى 800000 نسمة  ودكا (في ولاية البنغال سباه) مع أكثر من مليون شخص. كان لدى موغال الهند أيضًا عدد كبير من القرى، مع 455698 قرية بحلول زمن أورنجزيب (حكم 1658-1707).
في أوائل القرن الثامن عشر، كان متوسط العمر المتوقع في موغال الهند 35 عامًا. وبالمقارنة، كان متوسط العمر المتوقع للعديد من الدول الأوروبية في القرن الثامن عشر 34 عامًا في أوائل إنجلترا الحديثة، وحتى 30 عامًا في فرنسا، وحوالي 25 عامًا في بروسيا

### أواخر القرن التاسع عشر إلى أوائل القرن العشرين
معدل الخصوبة الإجمالي هو عدد الأطفال المولودين لكل امرأة. يعتمد على بيانات جيدة إلى حد ما لسنوات بأكملها. المصادر: Our World In Data وGapminder Foundation.
| سنوات                       | 1880 | 1881 | 1882 | 1883 | 1884 | 1885 | 1886 | 1887 | 1888 | 1889 | 1890 | 1902 |
| --------------------------- | ---- | ---- | ---- | ---- | ---- | ---- | ---- | ---- | ---- | ---- | ---- | ---- |
| معدل الخصوبة الكلي في الهند | 5.95 | 5.92 | 5.89 | 5.86 | 5.82 | 5.79 | 4.38 | 5.76 | 5.76 | 5.75 | 5.75 | 5.75 |

| سنوات                       | 1921  | 1922 | 1923 | 1924 | 1925 | 1926 | 1927 | 1928 | 1929 | 1930 |
| --------------------------- | ----- | ---- | ---- | ---- | ---- | ---- | ---- | ---- | ---- | ---- |
| معدل الخصوبة الكلي في الهند | 5.761 | 5.77 | 5.78 | 5.79 | 5.8  | 5.81 | 5.82 | 5.83 | 5.85 | 5.86 |

متوسط العمر المتوقع من 1881 إلى 1950
| سنوات                        | 1881 | 1891 | 1901 | 1905 | 1911 | 1915 | 1921 | 1925 | 1931 | 1935 | 1941 | 1950 |
| ---------------------------- | ---- | ---- | ---- | ---- | ---- | ---- | ---- | ---- | ---- | ---- | ---- | ---- |
| متوسط العمر المتوقع في الهند | 25.4 | 24.3 | 23.5 | 24.0 | 23.2 | 24.0 | 24.9 | 27.6 | 29.3 | 31.0 | 32.6 | 35.4 |

سكان الهند تحت الحكم البريطاني (بما في ذلك ما يُعرف الآن بباكستان وبنغلاديش) حسب التعدادات:
| سنة التعداد | تعداد السكان | نسبة النمو (%) |
| ----------- | ------------ | -------------- |
| 1871        | 238٬830٬958  | –              |
| 1881        | 253٬896٬330  | 6.3            |
| 1891        | 287٬223٬431  | 13.1           |
| 1901        | 293٬550٬310  | 2.2            |
| 1911        | 315٬156٬396  | 7.4            |
| 1921        | 318٬942٬480  | 1.2            |
| 1931        | 352٬837٬778  | 10.6           |
| 1941        | 388٬997٬955  | 10.2           |

سكان الهند تحت الحكم البريطاني (بما في ذلك ما يعرف الآن بباكستان وبنغلاديش) حسب التعدادات:
ركزت دراسات سكان الهند منذ عام 1881 على موضوعات مثل إجمالي السكان، ومعدلات المواليد والوفيات، ومعدلات النمو، والتوزيع الجغرافي، ومحو الأمية، والانقسام الريفي والحضري، والمدن التي يبلغ عدد سكانها مليون نسمة، والمدن الثلاث التي يزيد عدد سكانها عن ثمانية ملايين: دلهي ومومباي الكبرى (بومباي) وكلكتا.
انخفضت معدلات الوفيات في الفترة 1920-1945، ويرجع ذلك في المقام الأول إلى التحصين البيولوجي. وشملت العوامل الأخرى ارتفاع الدخل، وتحسين الظروف المعيشية، وتحسين التغذية، وبيئة أكثر أمانًا ونظافة، وسياسات صحية رسمية ورعاية طبية أفضل.

## السمات البارزه

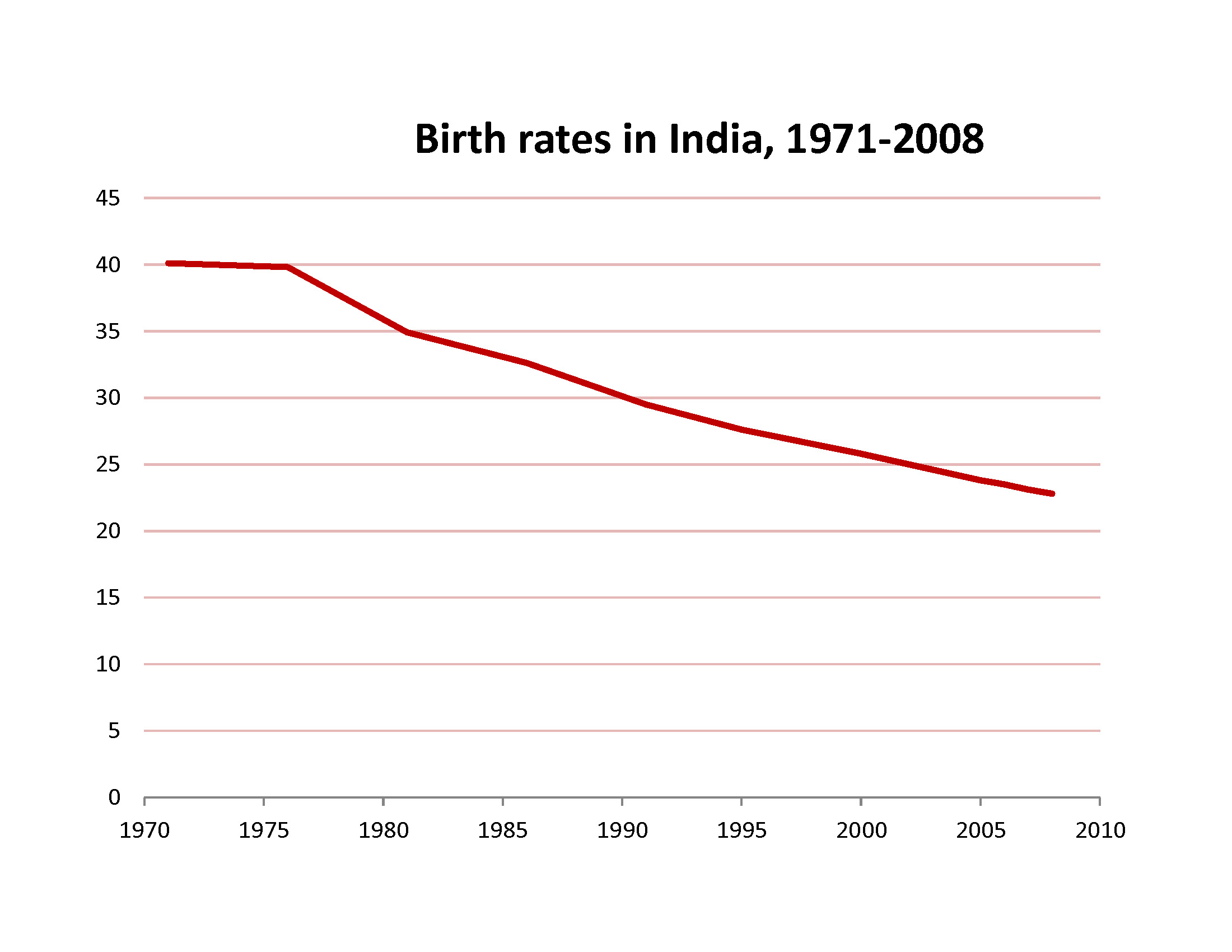
اتجاهات معدل المواليد الخام في الهند
(لكل 1000 شخص، المتوسط الوطني)

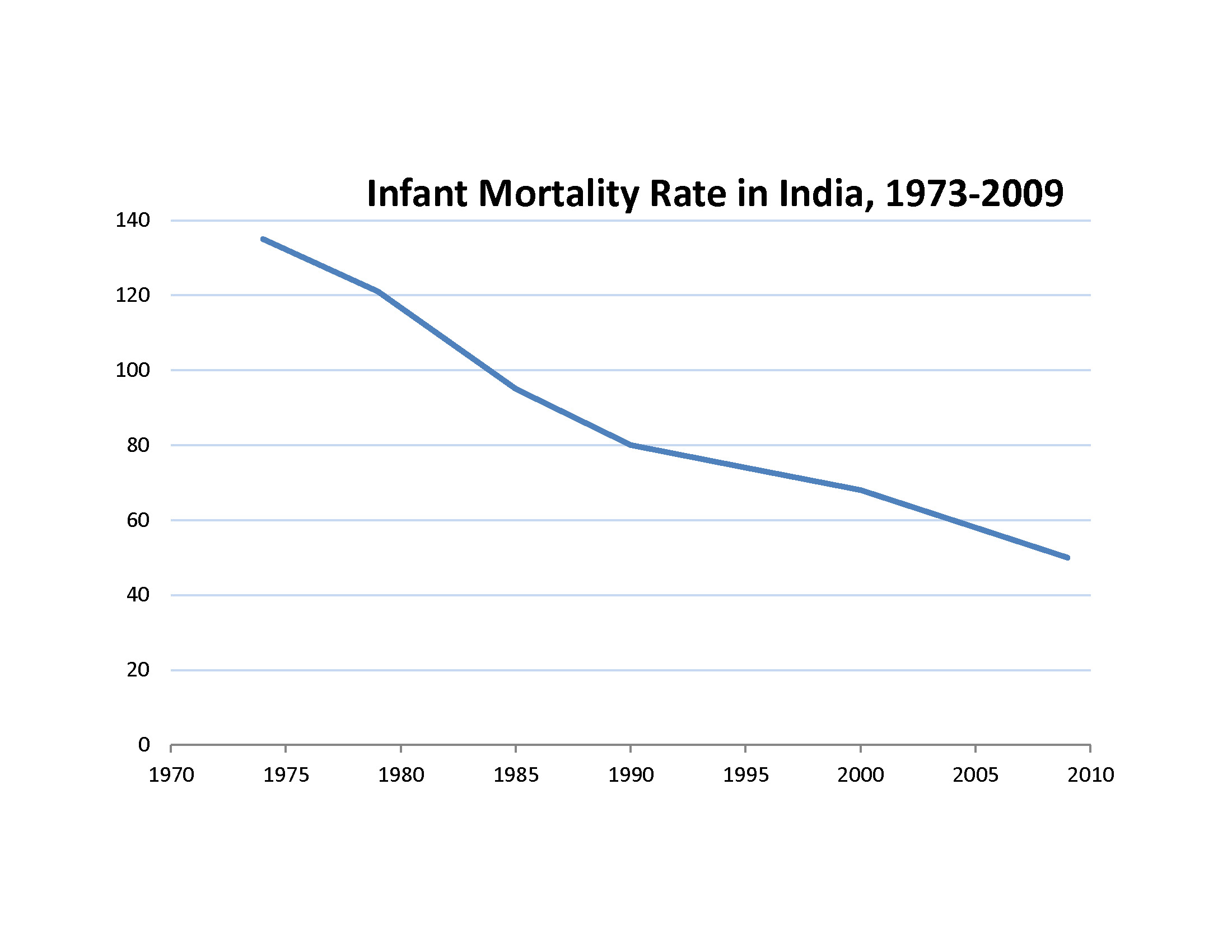
اتجاهات معدل وفيات الرضع في الهند
(لكل 1000 ولادة، دون سن 1، المتوسط الوطني)

تحتل الهند 2.41٪ من مساحة اليابسة في العالم ولكنها تحتوي على أكثر من 18٪ من سكان العالم. في تعداد عام 2001، عاش 72.2٪ من السكان  في حوالي 638000 قرية  والباقي 27.8٪ عاشوا في أكثر من 5100 بلدة وأكثر من 380 تجمّعًا حضريًا.
تجاوز عدد سكان الهند عدد سكان القارة الأفريقية بأكملها بمقدار 200 مليون نسمة في عام 2010. ومع ذلك، نظرًا لأن النمو السكاني في إفريقيا يقارب ضعف مثيله في الهند، فمن المتوقع أن يتجاوز الصين والهند بحلول عام 2025.

### مقارنة التركيبة السكانية
| الفئة                              | الترتيب العالمي | المراجع     |
| ---------------------------------- | --------------- | ----------- |
| منطقة                              | السابع          | [ 53 ]      |
| تعداد السكان                       | الثاني          |             |
| معدل النمو السكاني                 | 102 من 212      | في عام 2010 |
| الكثافة السكانية                   | 24 من 212       | في عام 2010 |
| نسبة الذكور إلى الإناث عند الولادة | 12 من 214       | في عام 2009 |

### قائمة الولايات والأقاليم الاتحادية حسب التركيبة السكانية
| سنة التعداد | تعداد السكان  | التغير (%) |
| ----------- | ------------- | ---------- |
| 1951        | 361٬088٬000   | –          |
| 1961        | 439٬235٬000   | 21.6       |
| 1971        | 548٬160٬000   | 24.8       |
| 1981        | 683٬329٬000   | 24.7       |
| 1991        | 846٬387٬888   | 23.9       |
| 2001        | 1٬028٬737٬436 | 21.5       |
| 2011        | 1٬210٬726٬932 | 17.7       |

| الترتيب | ولايات الهند ومناطقها    | تعداد السكان  | النسبة (%) | ذكر         | انثى        | الفرق بين الذكور والإناث | نسبة الجنس | قروي        | حضري        | منطقة (كم2) | كثافة (لكل كم2) |
| ------- | ------------------------ | ------------- | ---------- | ----------- | ----------- | ------------------------ | ---------- | ----------- | ----------- | ----------- | --------------- |
| 1       | أتر برديش                | 199٬812٬341   | 16.50      | 104٬480٬510 | 95٬331٬831  | 9٬148٬679                | 930        | 155٬111٬022 | 44٬470٬455  | 240٬928     | 828             |
| 2       | ماهاراشترا               | 112٬374٬333   | 9.28       | 58٬243٬056  | 54٬131٬277  | 4٬111٬779                | 929        | 61٬545٬441  | 50٬827٬531  | 307٬713     | 365             |
| 3       | بهار                     | 104٬099٬452   | 8.60       | 54٬278٬157  | 49٬821٬295  | 4٬456٬862                | 918        | 92٬075٬028  | 11٬729٬609  | 94٬163      | 1٬102           |
| 4       | البنغال الغربية          | 91٬276٬115    | 7.54       | 46٬809٬027  | 44٬467٬088  | 2٬341٬939                | 950        | 62٬213٬676  | 29٬134٬060  | 88٬752      | 1٬030           |
| 5       | مدهيا برديش              | 72٬626٬809    | 6.00       | 37٬612٬306  | 35٬014٬503  | 2٬597٬803                | 931        | 52٬537٬899  | 20٬059٬666  | 308٬245     | 236             |
| 6       | تاميل نادو               | 72٬147٬030    | 5.96       | 36٬137٬975  | 36٬009٬055  | 128٬920                  | 996        | 37٬189٬229  | 34٬949٬729  | 130٬058     | 555             |
| 7       | راجستان                  | 68٬548٬437    | 5.66       | 35٬550٬997  | 32٬997٬440  | 2٬553٬557                | 928        | 51٬540٬236  | 17٬080٬776  | 342٬239     | 201             |
| 8       | كارناتاكا                | 61٬095٬297    | 5.05       | 30٬966٬657  | 30٬128٬640  | 838٬017                  | 973        | 37٬552٬529  | 23٬578٬175  | 191٬791     | 319             |
| 9       | كجرات                    | 60٬439٬692    | 4.99       | 31٬491٬260  | 28٬948٬432  | 2٬542٬828                | 919        | 34٬670٬817  | 25٬712٬811  | 196٬024     | 308             |
| 10      | أندرا برديش              | 49٬386٬799    | 4.08       | 24٬738٬068  | 24٬648٬731  | 89٬337                   | 996        | 34٬776٬389  | 14٬610٬410  | 160٬205     | 308             |
| 11      | أوديشا                   | 41٬974٬218    | 3.47       | 21٬212٬136  | 20٬762٬082  | 450٬054                  | 979        | 34٬951٬234  | 6٬996٬124   | 155٬707     | 269             |
| 12      | تيلانغانا                | 35٬193٬978    | 2.91       | 17٬704٬078  | 17٬489٬900  | 214٬178                  | 988        | 21٬585٬313  | 13٬608٬665  | 114٬840     | 307             |
| 13      | كيرلا                    | 33٬406٬061    | 2.76       | 16٬027٬412  | 17٬378٬649  | −1٬351٬237               | 1084       | 17٬445٬506  | 15٬932٬171  | 38٬863      | 859             |
| 14      | جهارخاند                 | 32٬988٬134    | 2.72       | 16٬930٬315  | 16٬057٬819  | 872٬496                  | 948        | 25٬036٬946  | 7٬929٬292   | 79٬714      | 414             |
| 15      | آسام                     | 31٬205٬576    | 2.58       | 15٬939٬443  | 15٬266٬133  | 673٬310                  | 958        | 26٬780٬526  | 4٬388٬756   | 78٬438      | 397             |
| 16      | بنجاب                    | 27٬743٬338    | 2.29       | 14٬639٬465  | 13٬103٬873  | 1٬535٬592                | 895        | 17٬316٬800  | 10٬387٬436  | 50٬362      | 550             |
| 17      | تشاتيسغار                | 25٬545٬198    | 2.11       | 12٬832٬895  | 12٬712٬303  | 120٬592                  | 991        | 19٬603٬658  | 5٬936٬538   | 135٬191     | 189             |
| 18      | هاريانا                  | 25٬351٬462    | 2.09       | 13٬494٬734  | 11٬856٬728  | 1٬638٬006                | 879        | 16٬531٬493  | 8٬821٬588   | 44٬212      | 573             |
| 19      | دلهي (UT)                | 16٬787٬941    | 1.39       | 8٬887٬326   | 7٬800٬615   | 1٬086٬711                | 868        | 944٬727     | 12٬905٬780  | 1٬484       | 11٬297          |
| 20      | كشمير                    | 12٬541٬302    | 1.04       | 6٬640٬662   | 5٬900٬640   | 740٬022                  | 889        | 9٬134٬820   | 3٬414٬106   | 222٬236     | 56              |
| 21      | أوتاراخند                | 10٬086٬292    | 0.83       | 5٬137٬773   | 4٬948٬519   | 189٬254                  | 963        | 7٬025٬583   | 3٬091٬169   | 53٬483      | 189             |
| 22      | هيماجل برديش             | 6٬864٬602     | 0.57       | 3٬481٬873   | 3٬382٬729   | 99٬144                   | 972        | 6٬167٬805   | 688٬704     | 55٬673      | 123             |
| 23      | ترايبورا                 | 3٬673٬917     | 0.30       | 1٬874٬376   | 1٬799٬541   | 74٬835                   | 960        | 2٬710٬051   | 960٬981     | 10٬486      | 350             |
| 24      | ميغالايا                 | 2٬966٬889     | 0.25       | 1٬491٬832   | 1٬475٬057   | 16٬775                   | 989        | 2٬368٬971   | 595٬036     | 22٬429      | 132             |
| 25      | مانيبور                  | 2٬855٬794     | 0.24       | 1٬438٬687   | 1٬417٬107   | 21٬580                   | 985        | 1٬899٬624   | 822٬132     | 22٬327      | 128             |
| 26      | ناجالاند                 | 1٬978٬502     | 0.16       | 1٬024٬649   | 953٬853     | 70٬796                   | 931        | 1٬406٬861   | 573٬741     | 16٬579      | 119             |
| 27      | غوا                      | 1٬458٬545     | 0.12       | 739٬140     | 719٬405     | 19٬735                   | 973        | 551٬414     | 906٬309     | 3٬702       | 394             |
| 28      | أروناجل برديش            | 1٬383٬727     | 0.11       | 713٬912     | 669٬815     | 44٬097                   | 938        | 1٬069٬165   | 313٬446     | 83٬743      | 17              |
| 29      | بودوتشيري (UT)           | 1٬247٬953     | 0.10       | 612٬511     | 635٬442     | −22٬931                  | 1037       | 394٬341     | 850٬123     | 479         | 2٬598           |
| 30      | ميزورام                  | 1٬097٬206     | 0.09       | 555٬339     | 541٬867     | 13٬472                   | 976        | 529٬037     | 561٬997     | 21٬081      | 52              |
| 31      | شانديغار (UT)            | 1٬055٬450     | 0.09       | 580٬663     | 474٬787     | 105٬876                  | 818        | 29٬004      | 1٬025٬682   | 114         | 9٬252           |
| 32      | سيكيم                    | 610٬577       | 0.05       | 323٬070     | 287٬507     | 35٬563                   | 890        | 455٬962     | 151٬726     | 7٬096       | 86              |
| 33      | جزر أندمان ونيكوبار (UT) | 380٬581       | 0.03       | 202٬871     | 177٬710     | 25٬161                   | 876        | 244٬411     | 135٬533     | 8٬249       | 46              |
| 34      | دادرا وناجار هافلي (UT)  | 343٬709       | 0.03       | 193٬760     | 149٬949     | 43٬811                   | 774        | 183٬024     | 159٬829     | 491         | 698             |
| 35      | دمن وديو (UT)            | 243٬247       | 0.02       | 150٬301     | 92٬946      | 57٬355                   | 618        | 60٬331      | 182٬580     | 112         | 2٬169           |
| 36      | لكشديب (UT)              | 64٬473        | 0.01       | 33٬123      | 31٬350      | 1٬773                    | 946        | 14٬121      | 50٬308      | 32          | 2٬013           |
| –       | المجموع (الهند)          | 1٬210٬854٬977 | 100        | 623٬724٬248 | 586٬469٬174 | 35٬585٬741               | 943        | 833٬087٬662 | 377٬105٬760 | 3٬287٬240   | 382             |

### التركيبة السكانية الدينية
ويلخص الجدول أدناه التركيبة السكانية في الهند (باستثناء التقسيمات الفرعية Mao-Maram و Paomata و Purul في منطقة سيناباتي بولاية مانيبور بسبب إلغاء نتائج التعداد). البيانات «غير معدلة (غير مصقولة)» (بدون استثناء أسام وجامو وكشمير)؛ بسبب انه لم يتم إجراء تعداد عام 1981 في ولاية آسام ولم يتم إجراء تعداد عام 1991 في جامو وكشمير. لم يتم الإشارة إلى «التغييرات في التركيبة السكانية الدينية بمرور الوقت» في الجدول أدناه.

خريطة متوسط العمر المتوقع في الهند، 2011-2016.

خريطة معدل معرفة القراءة والكتابة في الهند ، 2011.

خريطة معدل الخصوبة الإجمالي: متوسط المواليد لكل امرأة حسب الولايات والأقاليم الاتحادية، 2012

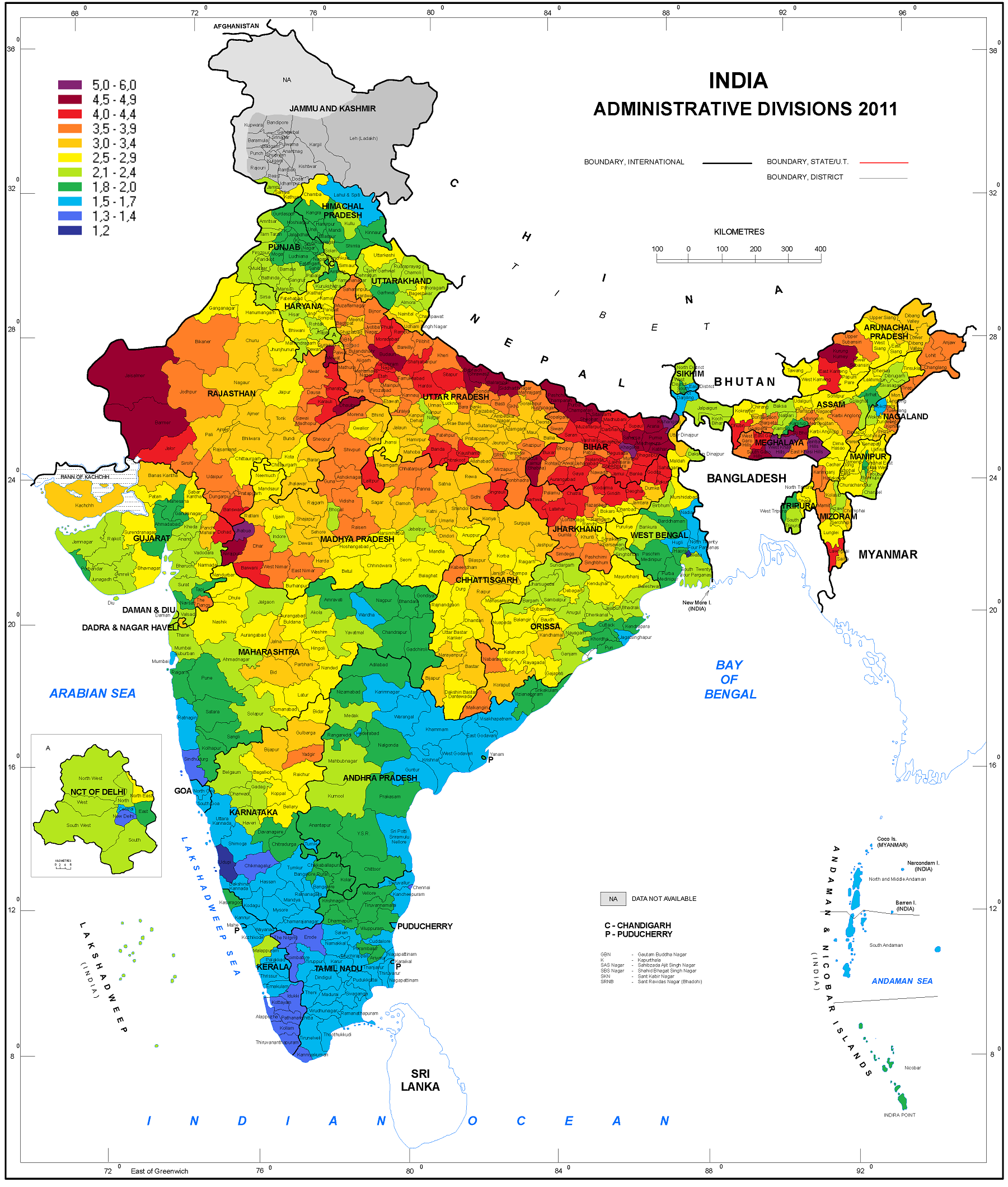
خريطة معدل الخصوبة الكلي: متوسط المواليد لكل امرأة حسب المناطق ، 2011

خصائص الجماعات الدينية 
| المجموعة الدينية      | السكان (2011) ٪ | نمو (2001-2011) | نسبة الجنس (2011) (المجموع) | نسبة الجنس (2012) (قروي) | نسبة الجنس (2011) (الحضاري) | نسبة الجنس (2011) (طفل) | محو الأمية (2011) (٪) | المشاركة في العمل (2011) (٪) |
| --------------------- | --------------- | --------------- | --------------------------- | ------------------------ | --------------------------- | ----------------------- | --------------------- | ---------------------------- |
| الهندوسية             | 79.80٪          | 16.8٪           | 939                         | 946                      | 921                         | 913                     | 73.3٪                 | 41.0٪                        |
| دين الاسلام           | 14.23٪          | 24.6٪           | 951                         | 957                      | 941                         | 943                     | 68.5٪                 | 32.6٪                        |
| المسيحية              | 2.30٪           | 15.5٪           | 1023                        | 1008                     | 1046                        | 958                     | 84.5٪                 | 41.9٪                        |
| السيخية               | 1.72٪           | 8.4٪            | 903                         | 905                      | 898                         | 828                     | 75.4٪                 | 36.3٪                        |
| البوذية               | 0.70٪           | 6.1٪            | 965                         | 960                      | 973                         | 933                     | 81.3٪                 | 43.1٪                        |
| اليانية               | 0.37٪           | 5.4٪            | 954                         | 935                      | 959                         | 889                     | 94.9٪                 | 35.5٪                        |
| أخرى / الدين غير محدد | 0.90٪           | غير متوفر       | 959                         | 947                      | 975                         | 974                     | غير متوفر             | غير متوفر                    |

## الإحصاءات الديموغرافية لكتاب حقائق العالم لوكالة المخابرات المركزية

خريطة توضح الكثافة السكانية في الهند، حسب تعداد 2011.

الإحصاءات الديموغرافية التالية مأخوذة من كتاب حقائق العالم لوكالة المخابرات المركزية.
مجموع السكان
1,166,079,217 (يوليو 2009 تقدير وكالة المخابرات المركزية)،  1,210 مليون (تعداد 2011)،  1,281,935,911 (تقدير يوليو 2017)
سكان الريف:
٪72.2 ؛ ذكور: 381,668,992، إناث: 360,948,755 (تعداد عام 2001)
الهيكل العمري:
0-14 سنة: 27.34٪ (ذكور 186,087,665 / إناث 164,398,204) 15-24 سنة: 17.9٪ (ذكور 121,879,786 / إناث 107,583,437) 25-54 سنة: 41.08٪ (ذكور 271.744.709 / إناث 254.834.569) 55-64 سنة: 7.45٪ (ذكور 47,846,122 / إناث 47,632,532) 65+ سنة: 6.24٪ (ذكور 37,837,801 / إناث 42,091,086) (تقديرات 2017))
منتصف العمر:
الكلي: 28.7 سنة
ذكر: 28 سنة
الإناث: 29.5 سنة (2020) 
معدل النمو السكاني:
1.1٪ (تقديرات 2020) 
معدل معرفة القراءة والكتابة

74٪ (7 سنوات فما فوق، 2011)  81.4٪ (إجمالي السكان، الفئة العمرية 15-25 عامًا، في عام 2006) 
النسبة المئوية للسكان الذين يعيشون تحت خط الفقر:
22٪ (تقديرات 2006)
معدل البطالة:
7.8٪
معدل صافي الهجرة:
0.00 مهاجر (مهاجرون) / 1,000 نسمة (تقديرات عام 2020) 
نسبة الجنس:
عند الولادة: 1.12 ذكر (ذكور) / أنثى أقل من 10 سنوات: 1.13 ذكر / أنثى 15-24 سنة: 1.13 ذكر / أنثى 24 - 64 سنة: 1.06 ذكر / أنثى 65 سنة وما فوق: 0.9 ذكر (ذكور) / أنثى مجموع السكان: 1.08 ذكر / أنثى (تقديرات 2017))
متوسط العمر المتوقع عند الولادة:
مجموع السكان: 69.7 سنة الذكور: 68.4 سنة الإناث: 71.2 سنة (2020)) 
معدل الخصوبة الكلي:
2.35 (2020) 
معدل الخصوبة الإجمالي (إجمالي عدد الأطفال المولودين لكل امرأة) حسب الدين في 2005-2006 كان: الهندوس 2.7 ؛ المسلمون 3.1 ؛ المسيحيون 2.4 ؛ والسيخ 2.0.
التكوين الديني:
الهندوس 79.5٪، المسلمون 15، المسيحيون 2.3، السيخ 1.7، آخرون وغير محددون 2٪ (201) 
الطوائف والقبائل المُجَدولة:
الطوائف المجدولة: 16.6٪ (تعداد 2011)؛  القبائل المجدولة: 8.6٪ (تعداد 2011)

اللغات

انظر لغات الهند. هناك 216 لغة مع أكثر من 10000 ناطق أصلي في الهند. أكبرها الهندية بحوالي 337 مليون، وثاني أكبر البنغالية مع 238 مليون. 22 لغة معترف بها كلغات رسمية. في الهند، هناك 1,652 لغة ولهجة في المجموع.

### تقدير عام 2020 بالملايين
| عام  | أقل من 15 عاما | 15-64 | 65+ | مجموع |
| ---- | -------------- | ----- | --- | ----- |
| 2000 | 361            | 604   | 45  | 1010  |
| 2005 | 368            | 673   | 51  | 1093  |
| 2010 | 370            | 747   | 58  | 1175  |
| 2015 | 372            | 819   | 65  | 1256  |
| 2020 | 373            | 882   | 76  | 1332  |

## علم الوراثة

### الحمض النووي للكروموسوم Y
Y-DNA كروموسوم Y-DNA يمثل نسب الذكور، الهندي Y كروموسوم ويمكن تلخيص تجمع على النحو التالي حيث الهابلوغروبات R-M420 ،H ،R2 ، L و NOP تتكون عادة من أكثر من 80٪ من مجموع الكروموسومات.
- في دراسة أجريت عام 2003، باسو، ماجومدر وآخرون . خلصوا على أساس النتائج التي تم الحصول عليها من mtDNA وY- كروموسوم وعلامات جسمية أن «هناك وحدة أساسية من الأنساب الأنثوية في الهند، مما يشير إلى أن العدد الأولي للمستوطنين الإناث ربما كان صغيرًا؛ المجموعات القبلية والطوائف متباينة للغاية؛ القبائل النمساوية هي أوائل المستوطنين في الهند، حيث تقدم الدعم لفرضية أنثروبولوجية واحدة بينما تدحض البعض الآخر؛ دخلت موجة كبيرة من البشر الهند عبر الشمال الشرقي؛ تشترك قبائل Tibeto-Burman في قواسم جينية مشتركة كبيرة مع القبائل الأسترالية، مما يدعم الفرضية القائلة بأنهم ربما يكونون قد شاركوا في موطن مشترك في جنوب الصين، ولكن يمكن التمييز بين مجموعتي القبائل على أساس الأنماط الفردية للكروموسومات Y؛ ربما كان السكان الناطقون باللغة Dravidian منتشرين على نطاق واسع في جميع أنحاء الهند ولكن يتم تنظيمهم في جنوب الهند الآن؛ تكوين التجمعات عن طريق الانشطار الذي نتج عنه تأثيرات مؤسسية وانجراف تركت بصماتها على الهياكل الجينية للمجموعات السكانية المعاصرة؛ تظهر الطوائف العليا تقاربًا وراثيًا أوثق مع سكان آسيا الوسطى، على الرغم من أن تلك الموجودة في جنوب الهند أبعد من تلك الموجودة في شمال الهند؛ ساهم التدفق الجيني التاريخي إلى الهند في محوٍ كبير للتاريخ الجيني للسكان المعاصرين بحيث لا يوجد في الوقت الحالي تطابق واضح بين الصلات الجينية والجغرافية أو الاجتماعية الثقافية.» [90]
- في مقالة مراجعة لاحقة عام 2010، أكد ماجومدر بعض هذه الاستنتاجات، ويقدم ومراجعة البعض الآخر. ويخلص ماجومدر إلى أن الدراسات الجارية تشير إلى أن الهند كانت بمثابة الممر الرئيسي المبكر للتشتت الجغرافي للإنسان الحديث من خارج إفريقيا. لم تقدم الآثار الأثرية والجينية للمستوطنين الأوائل في الهند أي دليل قاطع. السكان القبليون في الهند هم أكبر سناً من السكان غير القبليين. كان التمايز الجسدي والتنوع الجيني داخل مجموعات الطبقات في الهند عند 0.04 أقل بكثير من 0.14 للمجموعات القارية و 0.09 لـ 31 مجموعة سكانية عالمية درسها واتكينز وآخرون ، مما يشير إلى أنه في حين تم التمييز بين المجموعات القبلية، فإن تأثيرات التمايز داخل مجتمع الطبقات في الهند كانت أقل مما كان يعتقد سابقًا. يخلص ماجومدر أيضًا إلى أن الدراسات الحديثة تشير إلى أن الهند كانت مساهماً رئيسياً في تجمع الجينات في جنوب شرق آسيا.[91][92]
- دراسة أخرى تغطي عينة كبيرة من السكان الهنود سمحت لـ Watkins et al. لفحص ثماني مجموعات طبقية هندية وأربع مجموعات من القبائل الهندية الجنوبية. تُظهر بيانات الطوائف الهندية اختلافات منخفضة بين المجموعات، بينما تُظهر المجموعات الهندية القبلية تمايزًا مرتفعًا نسبيًا بين المجموعات. يشير هذا إلى أن الناس بين الطوائف الهندية لم يكونوا معزولين عن التكاثر، بينما عانى السكان القبليون الهنود من العزلة الإنجابية والانجراف. علاوة على ذلك، تُظهر بيانات مؤشر التثبيت الجيني التمايز الجيني التاريخي والفصل بين الطوائف الهندية أقل بكثير من تلك الموجودة في شرق آسيا وأفريقيا والمجموعات القارية الأخرى؛ في حين أنه مشابه للتمايز الجيني والفصل الذي لوحظ في السكان الأوروبيين.
- في عام 2006، ساهو وآخرون . أبلغوا عن تحليلهم للبيانات الجينية على 936 كروموسوم Y يمثلون 32 مجموعة قبليّة و 45 مجموعة طبقية من مناطق مختلفة من الهند. وجد هؤلاء العلماء أن توزيع تردد هابلوغروب في جميع أنحاء البلاد، بين المجموعات الطبقية المختلفة، وجد أنه مدفوع في الغالب بمحددات جغرافية، وليس ثقافية. وخلصوا إلى أن هناك دليلًا واضحًا على كل من الهجرة الواسعة النطاق إلى الهند القديمة للمتحدثين الصينيين التبتيين وتغيير اللغة للمتحدثين النمساويين السابقين، في المنطقة الهندية الشمالية الشرقية.[93][94]
- كانت دراسات الجينوم التي أجريت حتى عام 2010 على مجموعات سكانية صغيرة نسبيًا. يأتي الكثير منهم من ولاية واحدة فقط في جنوب شرق ولاية أندرا براديش (بما في ذلك تيلانجانا، التي كانت جزءًا من الولاية حتى يونيو 2014). وبالتالي، يجب تفسير أي استنتاجات بشأن التاريخ الديموغرافي للهند بحذر. قد تقدم دراسة جينوم وطنية أكبر مع النمو الديموغرافي وأرصدة نسبة الجنس مزيدًا من الأفكار حول مدى التمايز الجيني والفصل العنصري في الهند على مدى الألفية.